# Олений (Карелия)
Оле́ний — посёлок в Сегежском районе Карелии. Входит в состав Чернопорожского сельского поселения.

## Общие сведения
Посёлок расположен у озера Педармилампи. В поселке четыре улицы: Лесная, Молодёжная, Школьная и Набережная. Есть магазин, почта и медпункт (с приезжим фельдшером). На территории поселения установлены вышки связи МТС и Мегафон.
Через посёлок проходит дорога местного значения 86К-313 («Подъезд к п. Вача через п. Олений»)

## Население
| 2009 |
| ---- |
| 267  |